# Pico Perdiguera
El Pico Perdiguera es una montaña de la sierra de Guadarrama (sierra perteneciente al sistema Central). Está ubicado en el noroeste de la Comunidad de Madrid (España), tiene una altura de 1862 metros y es la montaña más alta de la sierra de la Morcuera (si no incluimos la montaña de La Najarra dentro de este cordal montañoso). Pertenece al término municipal de Bustarviejo. Su vertiente norte está dentro de la zona baja del Valle del Lozoya, al oeste está el puerto de la Morcuera y al este se encuentra el puerto de Canencia. 
En sus laderas predominan los bosques de pino silvestre y, en las zonas más bajas, los de roble. La ruta de ascenso más sencilla se realiza por la ladera este del pico, saliendo del puerto de Canencia por un camino que no entraña grandes dificultades al senderista.
- Datos: Q8538522